# Talk Show (álbum de Pedro Suárez-Vértiz)
Talk Show es el quinto disco de estudio de Pedro Suárez-Vértiz, lanzado en 2006; se podría decir que es el soundtrack de la película con el mismo nombre, ya que todas esas canciones están en dicha película.

## Contenido
La mayoría de las canciones son instrumentales, siendo las composiciones de la película con el mismo nombre, estrenada a finales de 2006 en el Perú.
La canción «El triunfo tan soñado», fue el tema oficial de la Copa Mundial de Fútbol Sub-17, realizada en el Perú en el año 2005.
Además, la canción «Como las mariposas» había sido lanzado originalmente en su cuarto disco Play en el año 2004.
El álbum incluye a la canción homónima presentada en el año 2000 por primera vez. Con acompañamiento de la banda Red Zafiro de la Universidad de Lima, el tema es completamente hablada con un instrumental de fondo y está basada en una historia real del cantautor ocurrida durante su juventud. Él declaró que no esperaba que la canción fuera un éxito, puesto que su esposa le sugirió escribir la canción como terapia tras enterarse de una tragedia relacionada con aquella experiencia.

## Lista de canciones
Todas las canciones fueron compuestas por Pedro Suárez-Vértiz.

| N.º | Título                                                          | Duración |  |
| 1.  | «Endal»                                                         | 3:57     |  |
| 2.  | «Viaje al Sol»                                                  | 2:02     |  |
| 3.  | «Diantinos»                                                     | 2:21     |  |
| 4.  | «Talk Show»                                                     | 5:54     |  |
| 5.  | «Eloísa»                                                        | 2:10     |  |
| 6.  | «No llores más, morena»                                         | 3:31     |  |
| 7.  | «Rara soledad»                                                  | 2:16     |  |
| 8.  | «Recuéstame»                                                    | 3:55     |  |
| 9.  | «Como las mariposas» (Publicada originalmente en el álbum Play) | 3:47     |  |
| 10. | «El triunfo tan soñado»                                         | 4:22     |  |
| 11. | «Revolundar»                                                    | 2:08     |  |

### Pistas adicionales
| N.º | Título                                     | Duración |  |
| 12. | «Bailar (rémix)»                           | 3:31     |  |
| 13. | «Rara soledad (incidental)»                | 2:13     |  |
| 14. | «Hoy me llenaré de valor (Tema de Tereso)» | 3:14     |  |